# Melanie Werwie
Melanie Werwie ist eine deutsche Filmeditorin.

## Leben und Werk
Melanie Werwie wirkte ab 1987 zunächst als Schnittassistentin und Ton-Editorin. Seit 1995 arbeitet sie als eigenständige Editorin im Bereich Filmschnitt. Für den Kinofilm Das wahre Leben wurde sie 2007 für den Filmplus Schnitt-Preis in der Sektion Spielfilm nominiert.

## Filmografie (Auswahl)
- 1999: Pauls Reise
- 2005: Willkommen daheim
- 2006: Das wahre Leben
- 2007: Was heißt hier Oma!
- 2009: Tierisch verliebt
- 2010: Habermann
- 2011: Alle Zeit der Welt
- 2012: Die sechs Schwäne
- 2015–2019: SOKO Stuttgart (Fernsehserie, 27 Folgen)
- ab 2016: SOKO Köln (Fernsehserie, 7 Folgen)
- 2021: Friedmanns Vier (Fernsehserie, 8 Folgen)
- ab 2020: Morden im Norden (Fernsehserie)
- ab 2024: Die Chefin (Fernsehserie)